# Oxford University Association Football Club

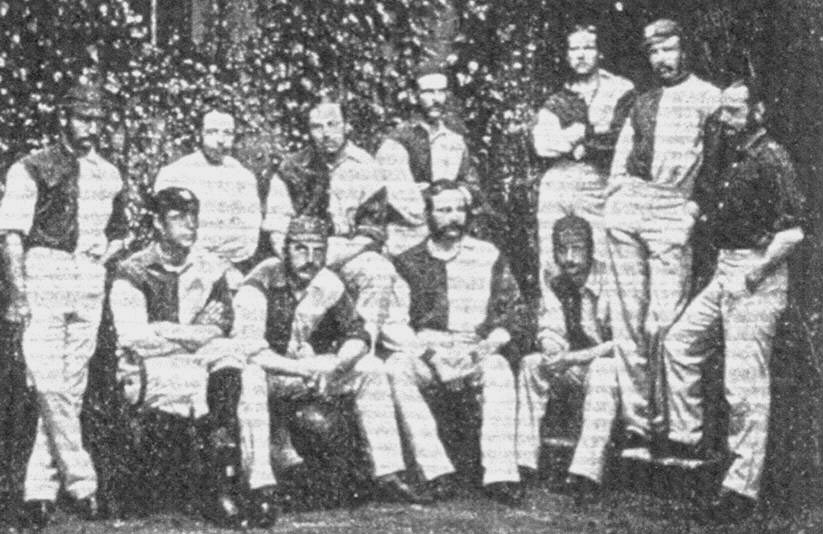
Oxford University AFC, 1874.

El Oxford University Association Football Club es un equipo de fútbol inglés representativo de la Universidad de Oxford. En los años 1870 el equipo llegó varias veces a la final de la FA Cup, la cual consiguió en una oportunidad. Actualmente juega en la BUSA Midlands Division 1A.

## Palmarés
- FA Cup (1): 1873-74